# Egretă neagră
Egreta neagră (Egretta ardesiaca) este un stârc african. 

## Caracteristici

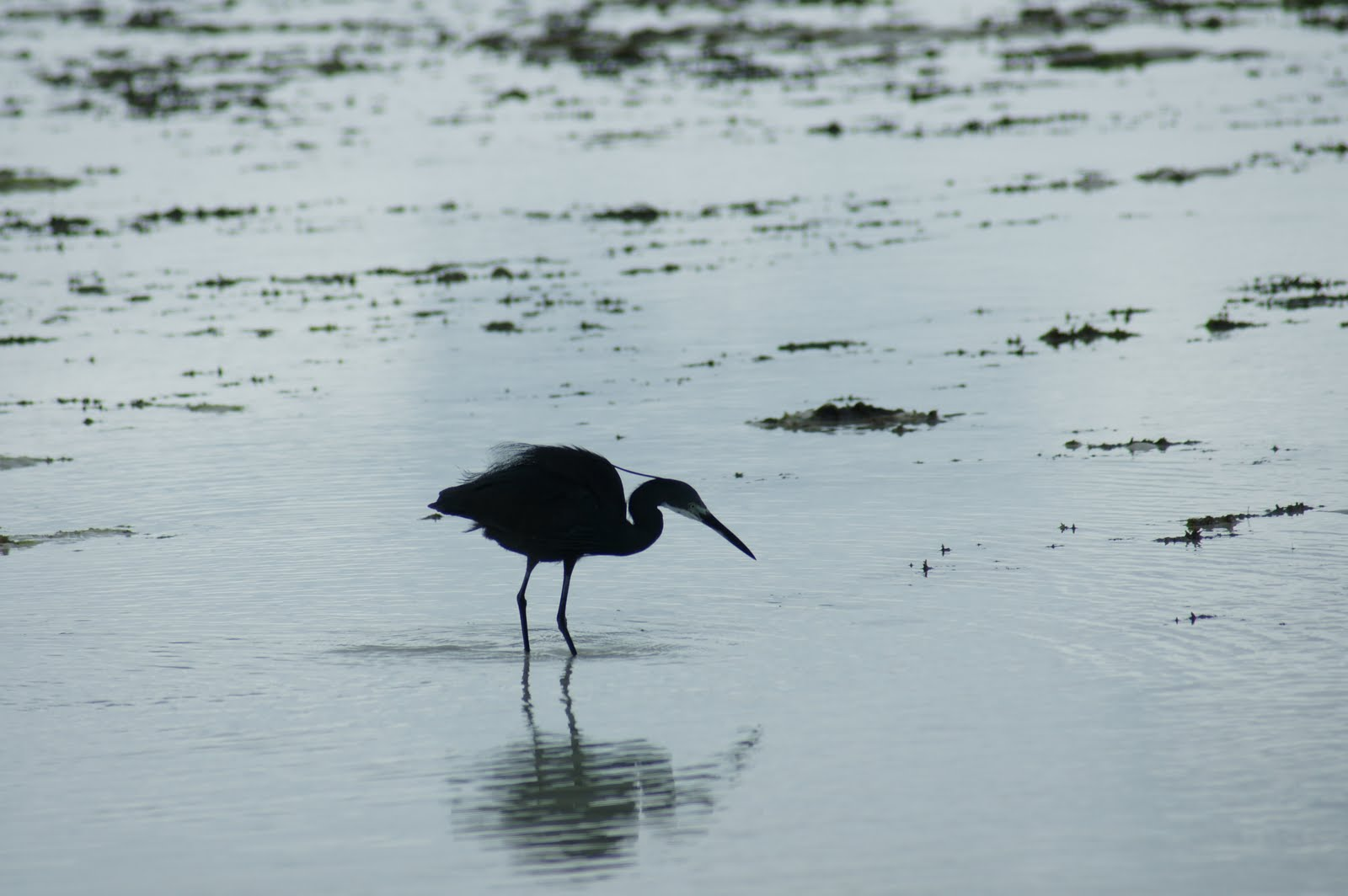
Egretta ardesiaca

Egreta neagră se hrănește ziua, dar preferă în special perioada din jurul apusului. Hrana principală este peștele mic, dar mănâncă și insecte acvatice, crustacee și amfibieni. Are o tehnică de vânătoare deosebită, caracterizată prin formarea unei umbrele cu aripile plasate deasupra capului, astfel încât să creeze un con de umbră care atrage prada. Această tehnică a fost documentată în episodul 5 al emisiunii Viața păsărilor de la BBC și în schița "Nighttime Daytime" din emisiunea Walk on the Wild Side de la BBC. Unele exemplare au fost observate hrănindu-se solitar, în timp ce altele se hrănesc în grupuri de până la 50 de indivizi, 200 fiind cel mai mare număr raportat.
Este o pasăre de mărime medie, cu o înălțime tipică cuprinsă între 42,5 și 66 cm. Greutatea lor poate varia între 0,27 și 0,39 kg. Sunt cunoscute pentru penajul lor negru, ciocul negru și picioarele galbene. În penajul de reproducere îi cresc pene lungi pe coroană și pe ceafă.

## Distribuție și habitat
Egreta neagră este prezentă pe alocuri în Africa subsahariană, din Senegal și Sudan până în Africa de Sud, dar se găsește mai ales în jumătatea estică a continentului și în Madagascar. A fost observat și în Grecia, Italia și Statele Unite. Preferă apele deschise puțin adânci, cum ar fi marginile lacurilor și iazurilor de apă dulce. De asemenea, poate fi întâlnit în mlaștini, pe malurile râurilor, pe câmpurile de orez și pe pajiștile inundate sezonier. În zonele de coastă, poate fi găsită hrănindu-se de-a lungul râurilor și pârâurilor cu maree, în lacuri alcaline și pe câmpurile de maree.

## Reproducere
Cuibărește formând agregări coloniale, uneori foarte numeroase, cu alte specii de Ardeidae, cum ar fi stârcul de cireadă (Bubulcus ibis) și stârcul cu gât negru (Ardea melanocephala). Cuibul este o platformă solidă făcută din bețe și crengi, plasată la o înălțime cuprinsă între 1 și 6 m deasupra solului, de obicei în apropierea apei.

## Galerie

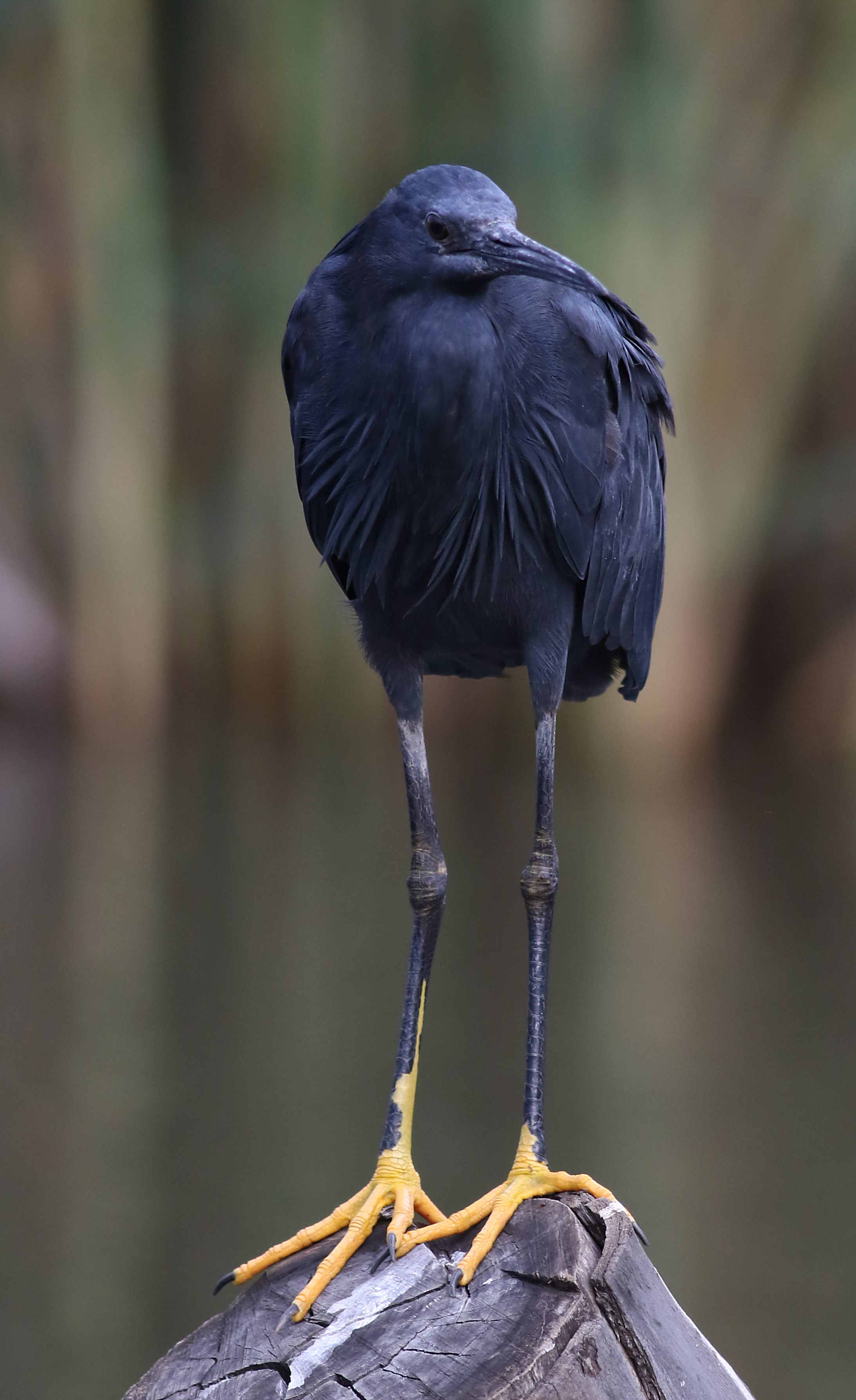
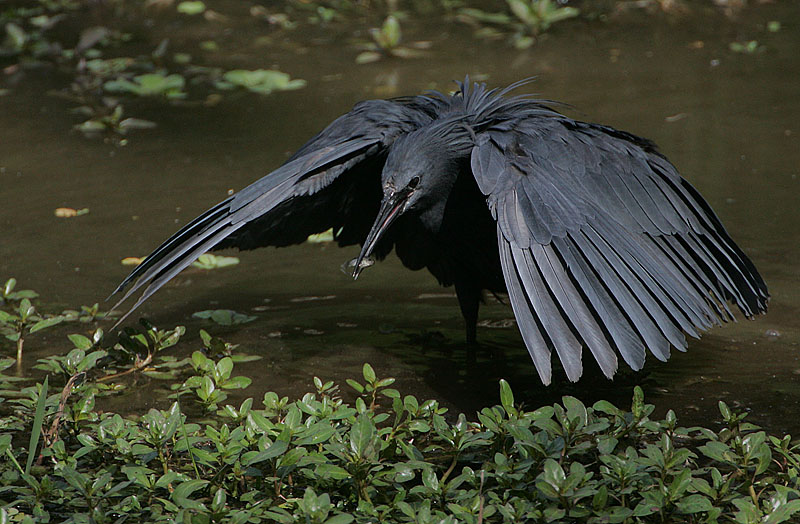
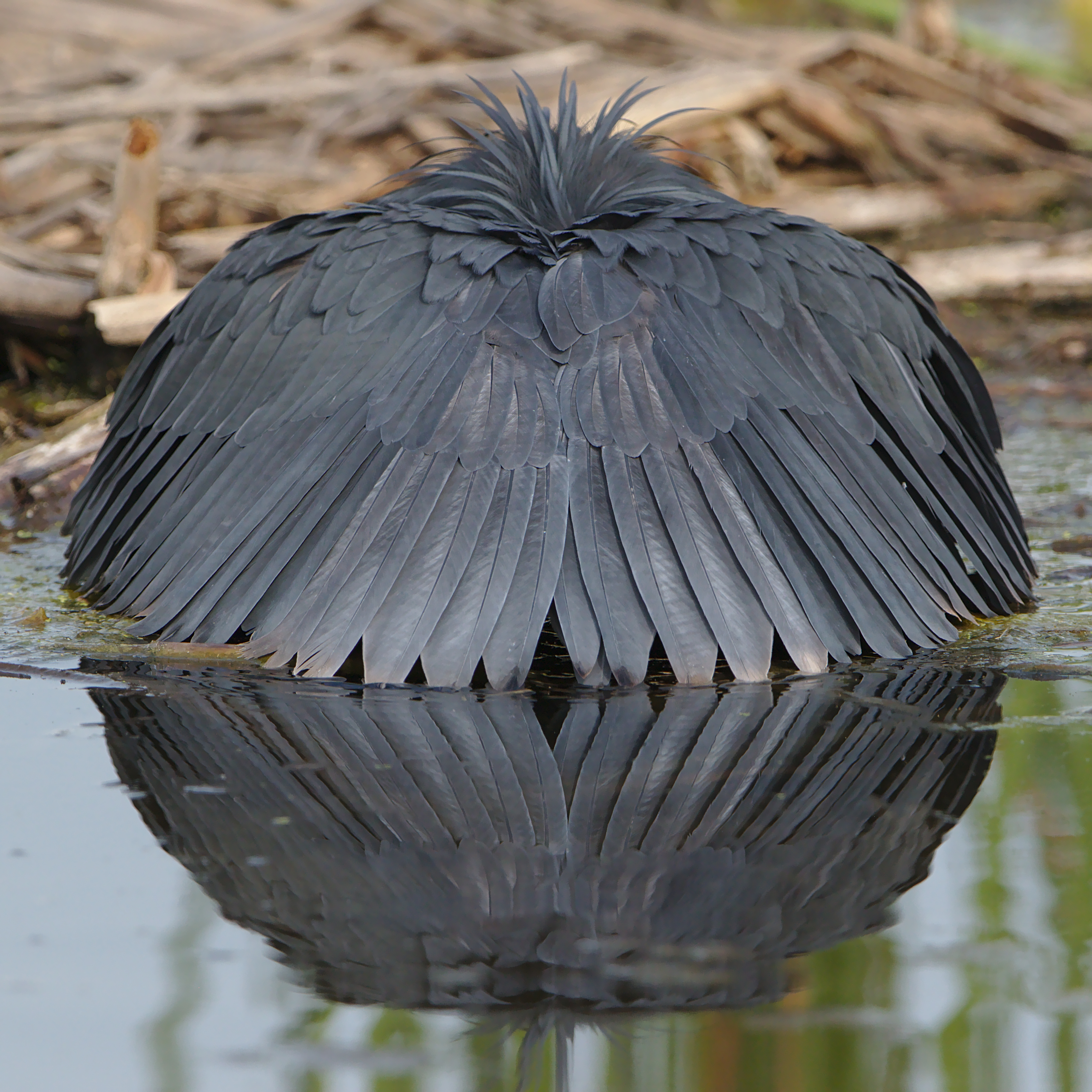
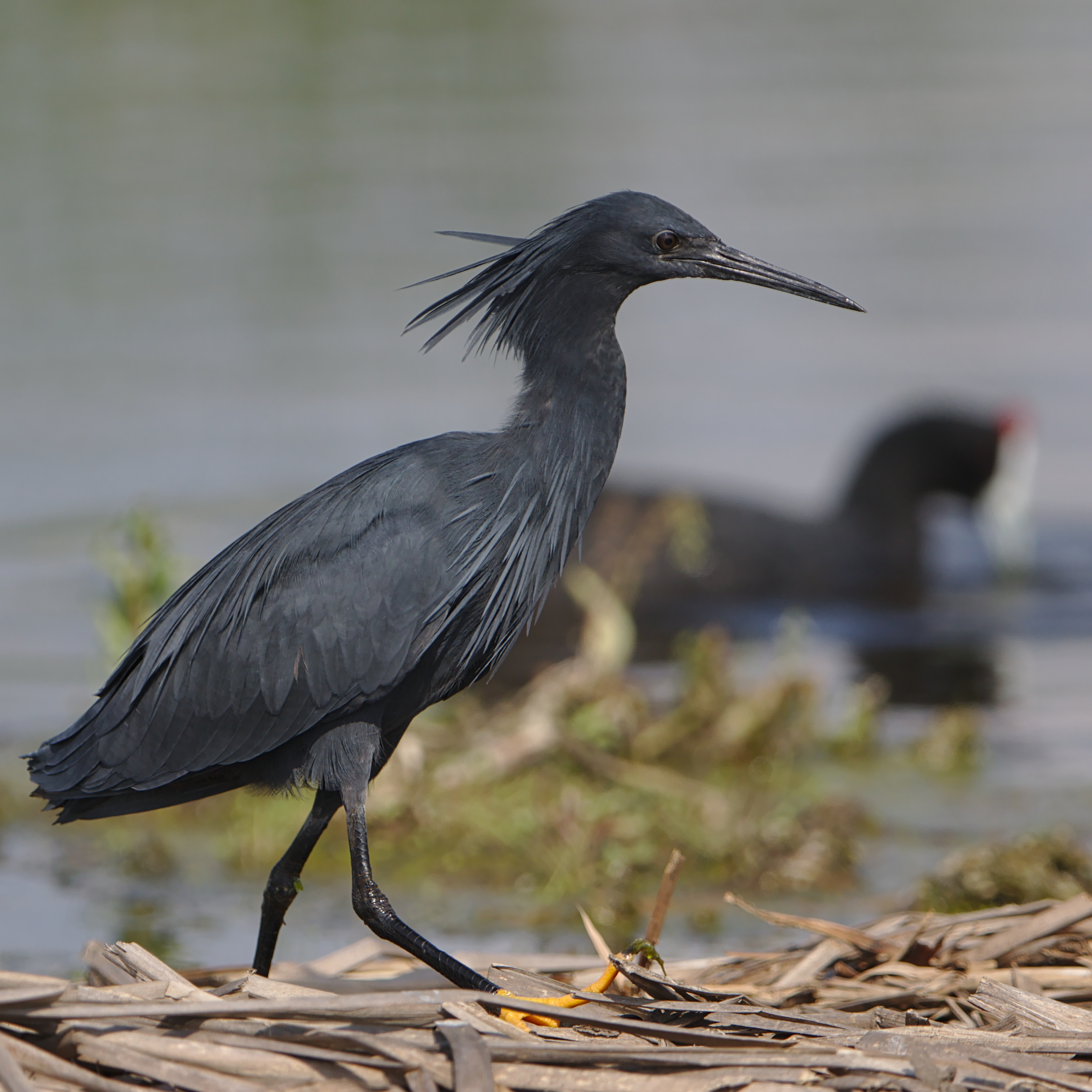